# Oblast de Novgorod
 (octobre 2024).
Si vous disposez d'ouvrages ou d'articles de référence ou si vous connaissez des sites web de qualité traitant du thème abordé ici, merci de compléter l'article en donnant les références utiles à sa vérifiabilité et en les liant à la section « Notes et références ».
Ne doit pas être confondu avec l'oblast de Nijni Novgorod.
L'oblast de Novgorod (en russe : Новгоро́дская о́бласть, Novgorodskaïa oblast) est un sujet fédéral de Russie, établi en 1944. Il se situe dans le district fédéral du Nord-Ouest, entre Moscou et Saint-Pétersbourg. Sa capitale administrative est la ville de Novgorod et sa superficie est de 54 501 km2. 70 % de la population vit en zone rurale ; on compte dix villes dans l'oblast.

## Géographie

### Géographie physique

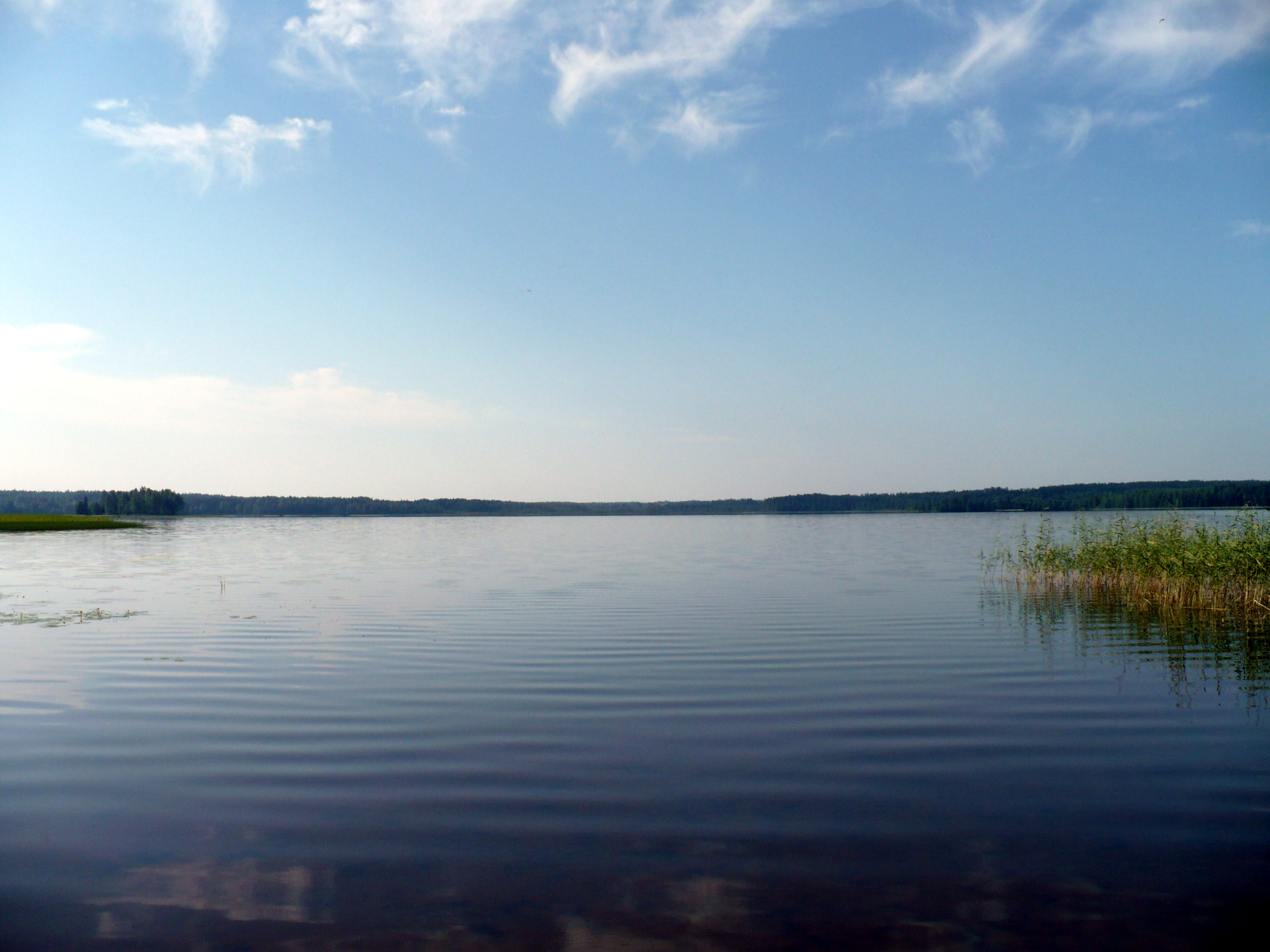
Le lac Peretno dans le district d’Okoulovka.

L’oblast de Novgorod est limitrophe de l’oblast de Léningrad au nord et au nord-ouest, de l’oblast de Vologda à l’est, de l’oblast de Tver au sud-est et au sud et de l’oblast de Pskov au sud-ouest.
La moitié ouest de la région est constituée par la plaine lacustre du lac Ilmen, tandis que la moitié est formée des contreforts septentrionaux des collines de Valdaï. Le point culminant est le mont Ryjokha dans les collines de Valdaï (296 m). Le lac Ilmen, l'un des plus étendus de Russie centrale, se trouve au milieu de l'oblast. Ses principaux tributaires sont : la Msta, dont vallée s'étire depuis l'est des collines de Valdaï ; la Lovat – qui reçoit la Polist – et la Pola, qui viennent se déverser dans la moitié sud du lac ; et la Chelon, qui s'écoule depuis le sud-ouest. L'unique exutoire du lac est le Volkhov, principal tributaire du lac Ladoga. Presque tout l'oblast se rattache au bassin versant du Volkhov, à l'exception des confins nord-ouest (bassin versant de la Louga), des confins nord (bassin versant de la Sias), des confins orientaux (bassin versant de la Mologa), et du sud, alimentant par ruissellement le bassin supérieur de la Volga. Les rivières de l'oblast sont, par ordre décroissant de leur débit : le Volkhov, la Mologa, la Msta, la Lovat, la Sias et la Chelon.
Le sud et le sud-est de l’oblast forment l'une des régions les plus denses en lacs de Russie européenne. Le plus vaste, le lac Seliger, se partage entre les oblasts de Novgorod et de Tver. Les autres grands lacs sont les lacs Valdaï, Oujine, Velio, Piros et Meglino.
Deux secteurs de l’oblast de Novgorod ont été classés zones naturelles protégées d'intérêt fédéral. Il s'agit du parc national de Valdaï, au sud-est de l’oblast, qui recouvre la région des lacs et ses écosystèmes, et la réserve naturelle de la vallée de la Redia au sud-ouest de l’oblast, qui recouvre les marécages de la Polist. Cette-dernière se prolonge par la réserve naturelle de la Polist dans l'oblast de Pskov.

### Principales villes
| Ville          | Nom russe        | habitants (recensement 2002) |
| -------------- | ---------------- | ---------------------------- |
| Novgorod       | Великий Новгород | 223 263                      |
| Borovitchi     | Боровичи         | 57 755                       |
| Staraïa Roussa | Старая Русса     | 35 511                       |
| Valdaï         | Валдай           | 18 703                       |
| Tchoudovo      | Чудово           | 17 434                       |
| Pestovo        | Пестово          | 15 990                       |

### Économie

#### Industrie
En 2014, l'industrie pesait pour près de 40 % du PIB de l'oblast. Les principales industries sont les quatre usines chimiques de Novgorod, spécialisées dans la fabrication d'engrais, l'usine métallurgique (cuivre) de Novgorod, et l'usine de céramiques réfractaires de Borovitchi.

#### Agriculture
La principale spécialité de l’agriculture de l’oblast est l'élevage bovin, avec la production laitière et la viande. En 2011, environ 90 % des fermes élevaient des vaches ; la viande de bœuf, le lait et les œufs représentaient 79 % de la production agricole. Les plus grandes exploitations pratiquent l'élevage du porc et de la volaille. L'apiculture, le maraîchage et les cultures de pomme de terre sont également représentés.

#### Transports
Novgorod était une étape le long d'une des plus importantes routes de commerce du Moyen Âge. Quoique l’importance du trafic fluvial ait beaucoup régressé de nos jours, le lac Ilmen, le Volkhov et le cours inférieur des principaux tributaires du lac Ilmen : la Lovat, la Msta, la Polist et la Chelon, ainsi que le lac Seliger, restent navigués.
La ligne Moscou – Saint-Pétersbourg traverse l'oblast du sud-est au nord-ouest. Les principales gares sont celles d'Okoulovka, de Malaïa Vichera et de Tchoudovo. À Tchoudovo, une antenne ferroviaire dessert au sud Novgorod et une autre part vers le nord en direction de Volkhov et de Mourmansk. Une autre ligne de chemin de fer, reliant Sonkovo à Mga, est parallèle à la première. La ligne de chemin de fer reliant Okoulovka et Neboltchi connecte ces deux itinéraires. En outre, Novgorod est reliée à Saint-Pétersbourg et à Louga par chemin de fer. La ligne de chemin de fer qui relie Bologoïe à Pskov via Parfino et Staraïa Roussa traverse le sud de l’oblast.

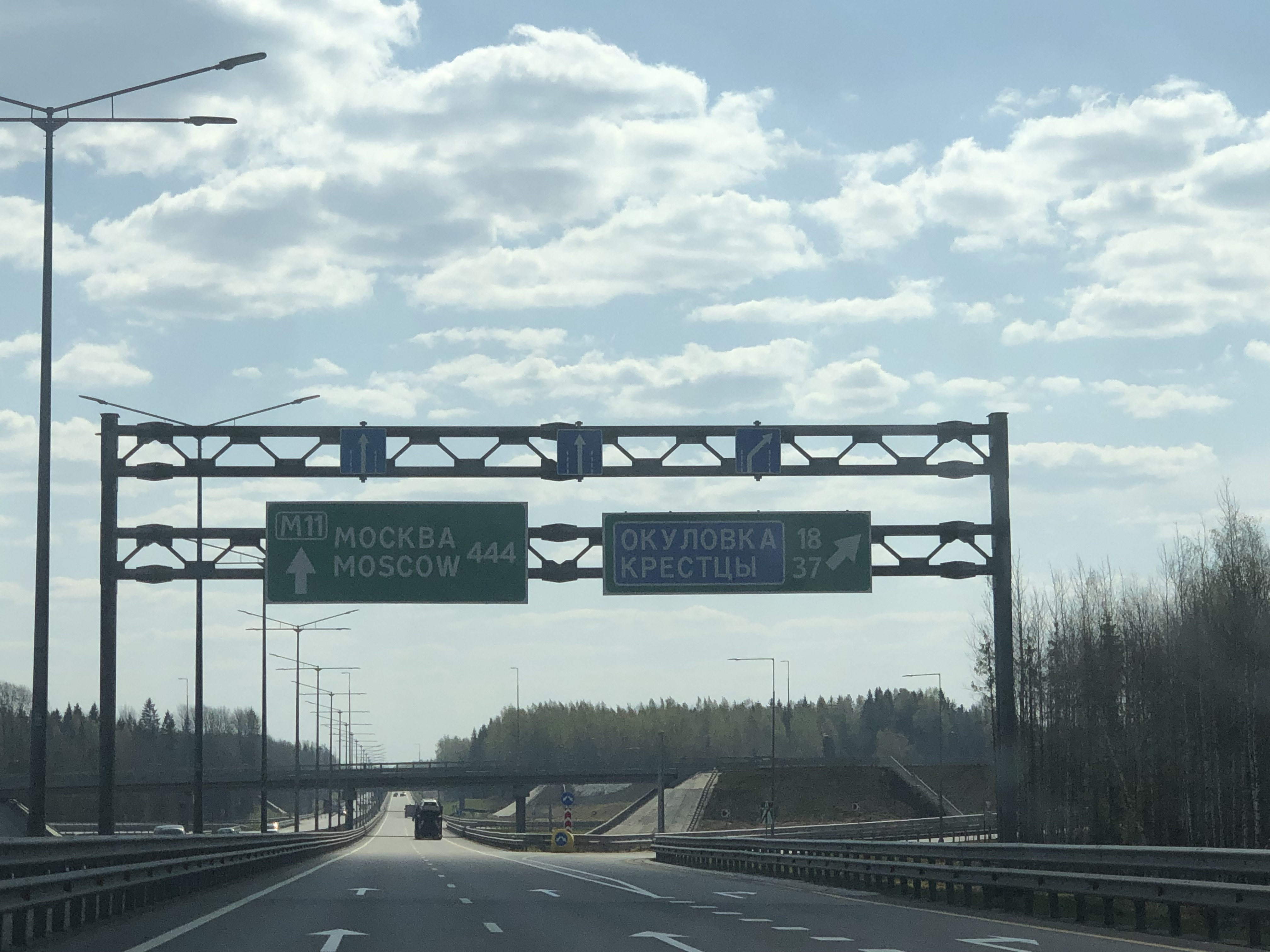
Autoroute M11.

Le réseau routier est développé, quoique seul un petit nombre de routes relient la région à l'oblast de Tver à l'ouest de Valdaï, ou l’oblast de Leningrad à l’est de Lioubytino. Jusqu'en 2017, une seule route avait une importance fédérale, la M10 qui relie Moscou et Saint-Pétersbourg en traversant l'oblast via Valdaï, Kresttsy et Novgorod (avec une rocade de contournement à Novgorod). Mais depuis cette année-là, l'autoroute à péage M11, reliant les mêmes villes, traverse l'oblast. D'autres routes relient Novgorod à Pskov et Velikié Louki, entre autres.
L’aéroport de Novgorod et l’aéroport de Kretchevitsy se trouvent autour de Novgorod, mais ils n'assurent plus de vols de passagers réguliers et, de fait, l’aéroport de Novgorod est pratiquement à l'abandon.

## Histoire

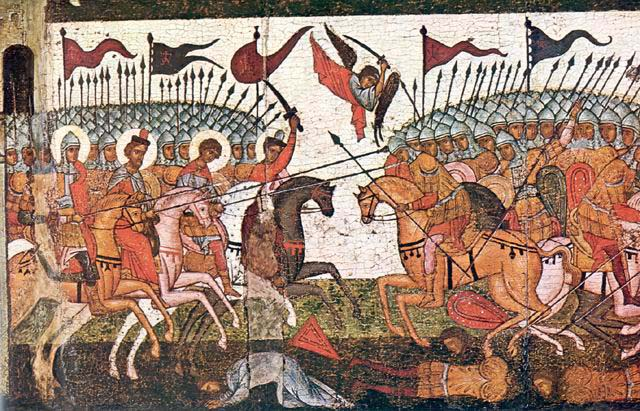
Bataille opposant Novgorod à la principauté de Souzdal (1170, icône de 1460).

### La ville-république
Novgorod est l'un des plus anciens foyers de la civilisation russe. Cette ville se trouvait le long de la route commerciale de la Volga, qui remontait la vallée du Volkhov jusqu'au lac Ilmen et de là redescendait la vallée de la Lovat avant d'atteindre celle du Dniepr. Les chroniques font de Novgorod l'endroit où Riourik se serait établi et où il fonda la dynastie des Riourikides en 862. Plus tard, le successeur de Riourik, Oleg, déplaça sa capitale à Kiev, mais Novgorod continua de jouer un rôle important jusqu'au XVe siècle. En 1136, Novgorod déposa son monarque et se constitua en république marchande : ses domaines recouvraient tout le nord-ouest de l'actuelle Russie. Dans cette république médiévale, les décisions étaient votées par un vétché (une assemblée de citoyens) et le prince était élu (la seule ville russe disposant d'institutions similaires était la cité-état de Pskov). Novgorod fut l'une des rares régions de la Rus' épargnée par les invasions mongoles. Elle constitua ainsi un important pôle culturel du monde slave et orthodoxe, et la majorité des monuments préservés de la Russie médiévale (du XIe au XIVe siècle) se trouvent à Novgorod.

### Dans l'empire tsariste
Vers la fin du XVe siècle, Novgorod fut défaite par l’armée d’Ivan III, le prince de Moscou, et fut dès lors annexée par la grande-principauté de Moscou. En 1560, Ivan le Terrible, craignant une trahison, y dépêcha une armée pour mettre à sac la cité. Cet évènement, resté dans les annales comme le massacre de Novgorod, eut des conséquences catastrophiques pour la ville, qui y perdit la majorité de sa population et ne s’en remit jamais. Du reste, encore au début du XVIIe siècle, au Temps des troubles, Novgorod fut derechef pillée par l'armée suédoise.
Le 18 décembre 1708, le tsar Pierre le Grand promulguait un édit instituant sept gouvernements,. L'actuel oblast de Novgorod fit d'abord partie de l’Ingrie, rebaptisée « gouvernement de Saint-Pétersbourg » dès 1710. En 1727, le tsar institua un gouvernement de Novgorod séparé, subdivisé à son tour en cinq provinces ; l’actuel oblast de Novgorod était partagé entre ces deux régions : la province de Novgorod et celle de Velikié Louki. En 1772, la province de Velikié Louki a été annexée au nouveau gouvernement de Pskov. En 1775, le gouvernement de Novgorod est devenu le vice-royaume de Novgorod, puis en 1777, le gouvernement de Pskov est devenu le vice-royaume de Pskov. En 1796, les deux gouvernements furent rétablis. Après la révolution d'Octobre, l’actuel oblast de Novgorod était presque entièrement situé sur le territoire du gouvernement de Novgorod.
Avant le XIXe siècle, la région de Novgorod était beaucoup plus développée que celles du centre et de l'est de  l’actuel oblast. En 1851, fut construite la première ligne ferroviaire à longue distance de Russie, la ligne Moscou – Saint-Pétersbourg. Par son tracé délibérément rectiligne, elle contournait Novgorod. Ce chantier stimula le développement des régions voisines, avec la création de villes-champignons comme Okoulovka, Malaïa Vichera et Tchoudovo. Par la suite, la construction des lignes depuis Novgorod vers Sonkovo, Saint-Pétersbourg, Bologoïe et Pskov permit l'accélération de ce mouvement.

### L'ère communiste
Le 1er août 1927, les gouvernements furent dissous et regroupés au sein du nouvel oblast de Léningrad. Au cours de la Seconde Guerre mondiale, de l’automne 1941 au printemps 1944, la moitié occidentale de l’oblast de Novgorod, y compris la ville de Novgorod, était occupée par l'armée allemande. Ce fut un théâtre d'opération important et sanglant, marqué notamment par les épisodes de la poche de Demiansk et de l’offensive Leningrad–Novgorod, en janvier 1944, qui se solda par la reconquête de la vallée du Volkhov. La libération de l’oblast, effective le 5 juillet 1944, fut marqué par le rétablissement de Novgorod en tant que chef-lieu.
Depuis 1999, Novgorod a été rebaptisée « Veliki Novgorod ».

## Population et société

### Démographie
| 2002    | 2016    | 2021    | - | - |
| ------- | ------- | ------- | - | - |
| 694 355 | 615 692 | 583 387 | - | - |

| Année | Fécondité | Fécondité urbaine | Fécondité rurale |
| ----- | --------- | ----------------- | ---------------- |
| 1990  | 1,87      | 1,71              | 2,39             |
| 1991  | 1,69      | 1,54              | 2,17             |
| 1992  | 1,50      | 1,36              | 1,97             |
| 1993  | 1,27      | 1,16              | 1,63             |
| 1994  | 1,29      | 1,19              | 1,63             |
| 1995  | 1,26      | 1,16              | 1,60             |
| 1996  | 1,19      | 1,13              | 1,38             |
| 1997  | 1,16      | 1,09              | 1,40             |
| 1998  | 1,22      | 1,14              | 1,50             |
| 1999  | 1,10      | 1,04              | 1,31             |
| 2000  | 1,12      | 1,07              | 1,28             |
| 2001  | 1,20      | 1,16              | 1,36             |
| 2002  | 1,29      | 1,26              | 1,39             |
| 2003  | 1,31      | 1,26              | 1,48             |
| 2004  | 1,32      | 1,25              | 1,57             |
| 2005  | 1,28      | 1,21              | 1,52             |
| 2006  | 1,33      | 1,25              | 1,60             |
| 2007  | 1,45      | 1,31              | 1,88             |
| 2008  | 1,44      | 1,34              | 1,72             |
| 2009  | 1,51      | 1,43              | 1,77             |
| 2010  | 1,54      | 1,46              | 1,80             |
| 2011  | 1,55      | 1,48              | 1,79             |
| 2012  | 1,70      | 1,57              | 2,12             |
| 2013  | 1,70      | 1,59              | 2,09             |
| 2014  | 1,75      | 1,62              | 2,20             |
| 2015  | 1,78      | 1,78              | 1,77             |
| 2016  | 1,78      | 1,79              | 1,73             |
| 2017  | 1,61      | 1,61              | 1,61             |
| 2018  | 1,56      | 1,57              | 1,53             |
| 2019  | 1,44      | 1,44              | 1,45             |

### Répartition par sexe et par âge
| Hommes | Classe d’âge | Femmes |
| ------ | ------------ | ------ |
| 0,6    | 85 et +      | 2,5    |
| 2,7    | 75-84        | 6,4    |
| 18     | 60-74        | 24,2   |
| 20,4   | 45-59        | 20,3   |
| 25,4   | 30-44        | 21,4   |
| 14,8   | 15-29        | 11,4   |
| 18,1   | 0-14         | 13,8   |